# Caleotto
Caleotto (Caleòt in dialetto lecchese) è un quartiere di Lecco residenza per oltre due secoli della famiglia di Alessandro Manzoni.
Alessandro Manzoni vi passò alcuni periodi, soprattutto nell'infanzia e nella prima giovinezza, come ricorda nell'introduzione del Fermo e Lucia: La giacitura della riviera, e le viste lontane, tutto concorre a renderlo un paese che chiamerei uno dei più belli del mondo, se avendovi passata una gran parte dell'infanzia e della puerizia, e le vacanze autunnali della prima giovinezza, non riflettessi che è impossibile dare un giudizio spassionato dei paesi a cui sono associate le memorie di quegli anni.
Il primo dei Manzoni che abitò nella casa del Caleotto fu Giacomo Maria Manzoni abitante ab Caliotto, Territorio di Lecco, come si legge in un documento datato 15 agosto 1612.
Dopo di lui tutti gli antenati di Alessandro Manzoni vissero in questa casa e quasi tutti vi nacquero, come pure il suo stesso padre don Pietro Manzoni il 2 luglio 1736.
Nel 1818 lo scrittore vendette a Giuseppe Scola la villa e tutti i suoi possedimenti lecchesi, trasferendosi definitivamente a Milano nella casa di via Morone, acquistata da Alberico de Felber nel 1813. A Milano ed a Brusuglio, la villa ereditata da Carlo Imbonati, Alessandro Manzoni cominciò nel 1821 a scrivere i Promessi Sposi, ambientandoli proprio nei paesi della sua infanzia.
Nella villa è ora ospitato il Civico Museo Manzoniano.